# Napaea parvipuncta
Napaea parvipuncta är en fjärilsart som beskrevs av Percy I. Lathy 1932. Napaea parvipuncta ingår i släktet Napaea och familjen Riodinidae. Inga underarter finns listade i Catalogue of Life.